# Teuthonista
Cet article concerne le système de transcription phonétique. Pour la revue un temps nommé Teuthonista, voir Zeitschrift für Dialektologie und Linguistik.
Teuthonista est un système de transcription phonétique, basé sur l’écriture latine, utilisé en dialectologie allemande, portant le nom de la revue Teuthonista. Ce système de transcription est développé par Philipp Lenz (de) dans le journal Zeitschrift für hochdeutsche Mundarten à partir de 1900. Il est défini par Hermann Teuchert dans le même journal renommé Teuthonista en 1924. Ce système partage beaucoup d’éléments avec les systèmes de transcription développés en 1873 par Graziadio Isaia Ascoli et en 1875 par de Eduard Böhmer.

## Utilisation
Dictionnaires :
- Badisches Wörterbuch
- Bayerisches Wörterbuch
- Historische Ortsnamen von Bayern (HOnB)
- Wörterbuch der bairischen Mundarten in Österreich (de) (WBÖ)

Atlas linguistiques :
- Deutscher Sprachatlas (de) (DSA)
- Sprachatlas der deutschen Schweiz (SDS)
- Südwestdeutscher Sprachatlas (de) (SSA)
- Atlas der historischen deutschen Mundarten auf dem Gebiet der Tschechischen Republik
- Sprachatlas von Oberösterreich (SAO)
- Vorarlberger Sprachatlas (de) (VALTS)
- Tiroler Dialektarchiv (TDA)
- Tirolischer Sprachatlas (TSA)
- Bayerischer Sprachatlas (de) (BSA)
  - Sprachatlas von Bayerisch-Schwaben (de) (SBS)
  - Sprachatlas von Mittelfranken (de) (SMF)
  - Sprachatlas von Unterfranken (de) (SUF)
  - Sprachatlas von Niederbayern (de) (SNiB)
  - Sprachatlas von Nordostbayern (SNOB)
  - Sprachatlas von Oberbayern (SOB)

## Symboles
Les différents systèmes de transcription basés sur la transcription Teuthonista utilisent plusieurs symboles en commun et des principes similaires. Certains symboles sont uniquement utilisés dans certaines variantes, par exemple les symboles ɛ ou ɔ ne utilisés que dans quelques variantes, les sont qu’ils représentent étant plutôt notés à l’aide de symboles de base et de signes diacritiques.
Certains signes diacritiques peuvent être doublés pour indiquer le degré de distinction entre le symbole de base et le symbole modifié, par exemple le simple crochet d’ouverture souscrit ou ogonek indiquant l’ouverture d’une voyelle et le double crochet d’ouverture souscrit ou double ogonek indiquant une ouvertue plus importante d’une voyelle. Ses signes diacritiques peuvent aussi être entre parenthèses, indiquant un distinction moins importante.
Les symboles de voyelles ou consonnes peuvent aussi être utillisé comme signe diacritique, prenant la forme de lettre suscrite, pour indiquer une prononciation entre le symbole de base et le symbole suscrit. 

### Voyelles
Les voyelles sont représentées avec les symboles ‹ i, e, o, u, ö, ü › ; avec le symbole ‹ æ › pour une voyelle plus ouverte que le ‹ e ›, et le symbole ‹ a › pour la « a typique ». Batz utilise l’epsilon ‹ ɛ › pour représenter une voyelle encore plus ouverte que ‹ æ › et le Wörterbuch der bairischen Mundarten in Österreich l’utilise pour représenter une voyelle moyenne non arrondie centralisée.
Les voyelles plus ouvertes sont représentées avec un signe diacritique, initialement l’ogonek ‹ į, ę, ǫ, ų, ǫ̈, ų̈ › ; devenu dans certains usages un crochet souscrit ‹ i᪷, e᪷, o᪷, u᪷, ö᪷, ü᪷ › ou, pour indiquer une ouverture plus importante, deux crochets souscrits ‹ i᪸, e᪸, o᪸, u᪸, ö᪸, ü᪸ ›.
Les voyelles avec un degré de fermeture plus important sont souvent représentées avec le point souscrit ‹ ị, ẹ, ạ, ọ, ụ ›, ou avec un tréma souscrit pour un degré de fermeture encore plus important ‹ i̤, e̤, a̤, o̤, ṳ ›.
Le degré d’ouverture ou de fermeture de la voyelle peut aussi être légèrement réduit et est indiqué en plaçant le signe diacritique entre parenthèses, par exemple ‹ e᪷᪽ › ou ‹ e̤᪽ ›.
Les voyelles murmurées sont représentées avec des symboles culbutés ‹ ᴉ, ə, ᴂ, ɐ, ᴈ ›.
Les diphtongues sont représentées à l’aide de lettre en exposant, par exemple ‹ oᵘ ›.
La nasalisation est représentée avec un n en exposant, par exemple ‹ waiⁿ ›.
Les voyelles longues sont indiquée avec le macron ‹ ī, ǖ ē, ȫ, ā, ō, ū ›.
Plusieurs systèmes dérivés du système Teuthonista utilisent les voyelles superposées pour représenter les voyelles intermédiaires, par exemple ‹ oͧ › représente un ‹ o › plus proche d’un ‹ u ›.
Le trait de centralisation, ou ses variantes (trait de centralisation fort, double trait de centralisation), est utilisé pour indiquer une prononciation plus centrale de la voyelle auquel il est attaché : ‹ i᪹, e᪹, a᪹, o᪹, u᪹ › pour les voyelles centralisées et ‹ i᪹᪹, e᪹᪹, a᪹᪹, o᪹᪹, u᪹᪹ › ou ‹ a᪺, i᪺, e᪺, o᪺, u᪺ ›.
Dans le Historische Ortsnamen von Bayern (HOnB) les lettres barrées horizontalement sont utilisées pour les voyelles centrales : ɨ, ꬳ, a, ɵ ou ꝋ, ʉ.
Le Deutscher Sprachatlas utilise plutôt les symboles supplémentaire ‹ y, ɛ, ɑ, o, ᴜ › pour les voyelles plus centrales.

### Consonnes
- p, t, k sont des consonnes occlusives fortes ou sourdes.
- ph, th, kh sont des consonnes occlusives sourdes aspirées.
- b, d, ɡ sont des consonnes occlusives adoucies ou voisées.
- ḇ, ḏ, ḡ sont parfois des consonnes occlusives voisées
- ƀ, đ, ǥ sont parfois des consonnes adoucies voisées entre occlusives et fricatives.
- π, τ, κ sont parfois des consonnes occlusives mi-fortes.
- m, w sont des consonnes bilabiales.
- f est une consonne fricative labio-dentale sourde et v un consonne labio-dentale voisiée
- s est sourde et z son équivalente voisée
- š est la consonne du ‹ sch › sourd et ž son équivalente voisée
- x est la consonne fricative vélaire du ‹ ach ›
- χ, ꭓ ou c pour la consonne fricative palatale du ‹ ich ›
- φ, σ, σ̌ sont parfois des consonnes fricatives mi-fortes.
- j, n ont leur valeur de lettre allemande
- ts est la consonne du ‹ z ›
- ŋ est une consonne vélaire
- ᵹ est la consonne vélaire fricative
- r est une consonne roulée, si la distinction est nécessaire r est alvéolaire et ʀ est uvulaire
- l est une consonne spirante latérale et ł est un l sombre
- h est aspirée

Plusieurs signes diacritiques sont utilisés pour modifier la valeur des consonnes :
- la barre verticale souscrite indique une prononciation plus forte, par exemple b̩, d̩, g̩
- le x souscrit indique une prononciation adoucie, par exemple p͓, t͓, k͓

### Comparaison avec l’API
| IPA | Teuthonista | Exemples |
| --- | ----------- | -------- |
| iː  | ī           | biete    |
| yː  | ǖ           | Güte     |
| ɪ   | i̮           | bitte    |
| ʏ   | ų̈           | Bütte    |
| uː  | ū           | gute     |
| eː  | ē           | bete     |
| øː  | ȫ           | böte     |
| ʊ   | ų           | Butte    |
| ə   | ə           | mache    |
| ɛ   | ę           | bette    |
| ɛ̃ː  | ę̄ⁿ          | Teint    |
| ɛː  | ę̄           | bäte     |
| œ   | ǫ̈           | dörren   |
| œ̃ː  | ǫ̈̄ⁿ          | Parfum   |
| õː  | ōⁿ          | Fond     |
| oː  | ō           | Bote     |
| ɔ   | ǫ           | Bottich  |
| a   | ɑ           | Matte    |
| ãː  | ɑ̄ⁿ          | Franc    |
| aː  | ɑ̄           | baten    |
| ɔy  | ǫü          | Mäuler   |
| ai  | ɑi          | Meile    |
| au  | ɑu          | Maul     |
| ʃ   | š           | Asche    |
| ʒ   | ž           | Genie    |
| ç   | χ           | Charis   |
| ŋ   | ŋ           | Rang     |
| tʃ  | tš          | Tscheche |
| dʒ  | dž          | Gin      |

## Sources
- (de) Arbeitsgruppe BAYDAT, Kleine Lautschriftkunde, Würzburg, Bayerische Dialektdatenbank, Institut für Deutsche Philologie, 21 novembre 2003 (lire en ligne)
- (de) Reinhard Bachmaier et Ulrike Kramer, Symbole der Wiener Teuthonista und der IPA im Vergleich, 2009 (lire en ligne)
- (de) Hans Batz, « Lautlehre der Bamberger Mundart », Zeitschrift für Deutsche Mundarten, vol. 7,‎ 1912, p. 3-53 (JSTOR 40481872)
- (de) Bayerischen Akademie der Wissenschaften, « System zur Verschriftung der Mundartlautung (Lautschrift) », sur Historische Ortsnamen von Bayern, 2018-2020 (consulté le 17 août 2024)
- (de) Alois Dicklberger, Teuthonista am ADT : Wie teuthonisch ist die Teuthonista?, coll. « atelier « Transkriptionssysteme und UNICODE » », 2008 (lire en ligne)
- (en) Michael Everson, Alois Dicklberger, Karl Pentzlin et Eveline Wandl-Vogt, Revised proposal to encode “Teuthonista” phonetic characters in the UCS (no N4081, L2/11-202), 2 juin 2011 (lire en ligne)
- (de) Monika Fritz-Scheuplein et Almut König, « Einführung », dans Sprachatlas von Unterfranken (SUF), vol. 1 : Lautgeographie I: Kurzvokale, coll. « Bayerischer Sprachatlas », 2006 (ISBN 978-3-8253-5149-6, lire en ligne), p. 17-19
- (de) Eugen Gabriel, « Das Transkriptionssystem », dans Einführung in den Vorarlberger Sprachatlas, 1985 (lire en ligne)
- (de) Andreas Gellan, Kurzdarstellung der Lautschrift Teuthonista, 2018 (lire en ligne)
- (de) David Gschösser et Yvonne Kathrein, « Die Digitalisierung der Bestände des Tiroler Dialektarchivs : Ein Werkstattbericht zum vorläufigen Projektende », Colloquium: New Philologies, vol. 4, no 2,‎ 2019 (DOI 10.23963/cnp.2019.4.2.3, colloquium.aau.at, academia.edu, researchgate.net)
- (de) Katharina Heyna, Sprachatlas von Nordostbayern, vol. 3 : Wortgeographie. Mit einer dialektometrischen Studie zum Einfluss der Konfessionszugehörigkeit auf die Lexik, Regensburg, coll. « Bayerischer Sprachatlas, Regionalteil 4 », 2022 (ISBN 978-3-88246-462-7, DOI 10.5283/epub.45018, présentation en ligne, lire en ligne)
- (de) Karl Kurt Klein, Ludwig Erich Schmitt et Egon Kühebacher, « Zur Lautschrift », dans Tirolischer Sprachatlas, vol. 1 : Vokalismus, Marburg, N. G. Elwert, 1965 (lire en ligne)
- (de) Werner König, « Das Transkriptionformular », dans Sprachatlas von Bayerisch-Schwaben, vol. 1 : Einleitung, Heidelberg, Universitätsverlag C. Winter., 1997 (lire en ligne)
- (de) Philipp Lenz, « Unsere Lautschrift », Zeitschrift für hochdeutsche Mundarten, vol. I,‎ 1900, p. 6-8 (JSTOR 40497493, lire en ligne)
- (de) Dieter Möhn, « Die Lautschrift der Zeitschrift "Teuthonista". Ihre Bewährung und Erweiterung in der deutschen Mundartforschung 1924—1964 », Zeitschrift für Mundartforschung, Franz Steiner Verlag, vol. 31, no 1,‎ juin 1964, p. 21-42 (JSTOR 40500598)
- (de) Sibylle Reichel, Handbuch zum Zeichensatz SMFTeuthonista, Erlangue, 2003 (lire en ligne)
- (de) Helmut Richter, « Darstellung und Verwendung verschiedener Transkriptionssysteme und -methoden », dans Werner Besch, Ulrich Knoop, Wolfgang Putschke, Herbert Ernst Wiegand, Dialektologie, vol. 1, Berlin / New York, Walter de Gruyter, coll. « Handbücher zur Sprach- und Kommunikationswissenschaft » (no 1), 1982 (ISBN 3-11-005977-0, lire en ligne), p. 585-597
- (de) Arno Ruoff, Grundlagen und Methoden der Untersuchung gesproachener Sprache : Einführung in die Reihe »Idiomatica« mit einem Katalog der ausgewerteten Tonbandaufnahmen, Tübingen, Max Niemeyer, 1973 (lire en ligne), p. 123-144
- (de) Johann Schmuck, « Transkriptionschlüssel und Abklürzungen des Sprachatlas von Nordostbayern », dans Sprachatlas von Nordostbayern, vol. 1 : Einführung, Heidelberg, Universitätsverlag Winter, coll. « Bayerischer Sprachatlas: Regionalteil 4 », 2014 (lire en ligne)
- (de) Johann Schmuck et Elisabeth Wellner, Sprachatlas von Nordostbayern, vol. 2 : Lautgeographie II. Langvokalismus und Konsonantismus. Bayerischer Sprachatlas, Regionalteil 4: Sprachatlas von Nordostbayern, 2. Sprachatlas von Nordostbayern, 2. Regensburg, 2021 (ISBN 978-3-88246-448-1, DOI 10.5283/epub.50991)
- (de) Ludwig Erich Schmitt et Peter Wiesinger, « Vorschläge zur Gestaltung eines für die deutsche Dialektologie allgemein verbindlichen phonetischen Transkriptionssystems », Zeitschrift für Mundartforschung, vol. 31, no 1,‎ juin 1964, p. 57-61 (JSTOR 40500601)
- (de) Hermann Teuchert, « Lautschrift des Teuthonista », Teuthonista, no 1,‎ 1924-1925, p. 5 (JSTOR 40498299)
- (de) Universität Wien, Zentrum für Tanslationswissenschaft & Österreichische Akademie der Wissenschaften (ÖAW), « Das Lautschriftsystem », sur LIÖ – Lexikalisches Informationssystem Österreich
- (de) Peter Wiesinger, « Das phonetische Transkriptionssystem der Zeitschrift „Teuthonista“. Eine Studie zu seiner Entstehung und Anwendbarkeit in der deutschen Dialektologie mit einem Überblick über die Geschichte der phonetischen Transkription im Deutschen bis 1924 », Zeitschrift für Mundartforschung, no 31,‎ 1964, p. 1–20 (JSTOR 40500597)
- (de) Ferdinand Wrede, Walther Mitzka et Bernhard Martin, Deutscher Sprachatlas auf Grund des Sprachatlas des deutschen Reichs von Georg Wenker, Marburg, Elwert, 1927–1956